# W와 Z보손
입자물리학의 표준 모형에서 W보손과 Z보손은 약한 상호작용을 매개하는 게이지 보손이자 기본입자다. 둘 다 벡터 입자 (스핀 1)다. W보손은 ±1의 전하를 갖고, Z보손은 전하를 갖지 않는다.

## 역사
두 입자는 압두스 살람과 스티븐 와인버그가 1967년에 독립적으로 전약력 이론을 도입하면서 예측하였다. 그 뒤 이탈리아의 물리학자 카를로 루비아(Carlo Rubbia)와 네덜란드의 물리학자 시몬 판 데르 메이르(Simon van der Meer)에 의하여 1983년에 실험적으로 발견되었다.
살람과 와인버그는 이 공로로 1979년 노벨 물리학상을 수상하였다. 루비아와 판데르메르는 이 공로로 1984년 노벨 물리학상을 수상하였다.

## W보손
이름은 약한 상호작용을 뜻하는 영단어 "weak"의 머리글자에서 땄다. 전기적으로 ±1전하를 가진다. (즉 W+은 양전하를, W−은 음전하를 가진다.)
아이소스핀은 ±1/2이다. 질량은 80.4 GeV/c²이다.

## Z보손
전기적으로도, 아이소스핀으로도 모두 중성이다. 질량은 91.19 GeV/c이다. 표준 모형에 의해 예측된 입자이며, 1979년 CERN에서 발견되었다.

## 같이 보기
- 입자 목록